# أويفيند غيرد
أويفيند غيرد (بالنرويجية البوكمول: Øyvind Gjerde)‏ هو لاعب كرة قدم نرويجي، ولد في 18 مارس 1977 في Åndalsnes ‏ في النرويج. شارك مع منتخب النرويج تحت 17 سنة لكرة القدم. أما مع النوادي، فقد لعب مع نادي أوليسوند ونادي ليلستروم ونادي مولده.